# Cressa (roślina)
Cressa – rodzaj roślin z rodziny powojowatych (Convolvulaceae). Obejmuje 5 gatunków. Rozległy zasięg rodzaju obejmuje wszystkie kontynenty w strefie okołozwrotnikowej na półkuli północnej i południowej. Gatunki z tego rodzaju występują na obu kontynentach amerykańskich, w południowej Europie, północnej i wschodniej Afryce, w południowo-zachodniej Azji oraz w Australii.
Nazwa rodzaju powstała na bazie greckiego słowa kressa oznaczającego mieszkankę Krety. W XIX wieku dla rodzaju tego proponowano polskie nazwy „kressa”, „nasłąkla” i „solec”.

## Morfologia
PokrójRośliny zielne (byliny) i półkrzewy. Rośliny z kłączami i wzniesionymi lub podnoszącymi się pędami, nagimi lub owłosionymi, z w tym też jedwabiście.
LiścieSiedzące lub ogonkowe, o blaszce jajowatej, eliptycznej lub lancetowatej, czasem łuskowatej, osiągającej do ok. 1 cm długości, nagiej lub owłosionej.
KwiatyWyrastają z kątów liści pojedynczo, przy czym bywają skupione w części szczytowej pędu. Działki kielicha eliptyczne do jajowatych, o długości do ok. 6 mm. Korona lejkowata z rozpostartym lub podwiniętym rąbkiem, biała lub różowa; 5-klapowa. Szyjki słupka dwie, zwieńczone kulistawym znamieniem.
OwoceJajowate torebki otwierające się klapami. Zawierają od jednego do czterech jajowatych nasion, nagich, o łupinie gładkiej lub siateczkowatej.

## Systematyka
Pozycja systematyczna
Rodzaj z plemienia Cresseae z podrodziny Dichondroideae w obrębie rodziny powojowatych (Convolvulaceae).
Wykaz gatunków
- Cressa australis R.Br.
- Cressa cretica L.
- Cressa nudicaulis Griseb.
- Cressa salina (J.A.Schmidt) Rivas Mart., Lousã, J.C.Costa & Maria C.Duarte
- Cressa truxillensis Kunth